# Mónica García Gómez
García  Gómez est un nom espagnol. Le premier nom de famille, en général paternel, est García ; le second, en général maternel, souvent omis, est Gómez.
Mónica García Gómez, née le 16 janvier 1974 à Madrid, est une femme politique espagnole membre de Más Madrid. Elle est ministre de la Santé depuis 2023.

## Biographie
Mónica García Gómez naît le 16 janvier 1974 à Madrid. À 15 ans elle commence à pratiquer l'athlétisme, d'abord au stade de Vallehermoso puis à la faculté de sciences de l'activité physique et du sport (INEF). À l'âge adulte, elle continue à courir pour le plaisir et elle participe à des courses caritatives.
Elle est diplômée en médecine et chirurgie de l'université complutense de Madrid (UCM), où elle se spécialise en anesthésie,. Elle exerce son métier d'anesthésiste à l'Hôpital 12 de Octubre (es).

## Trajectoire politique

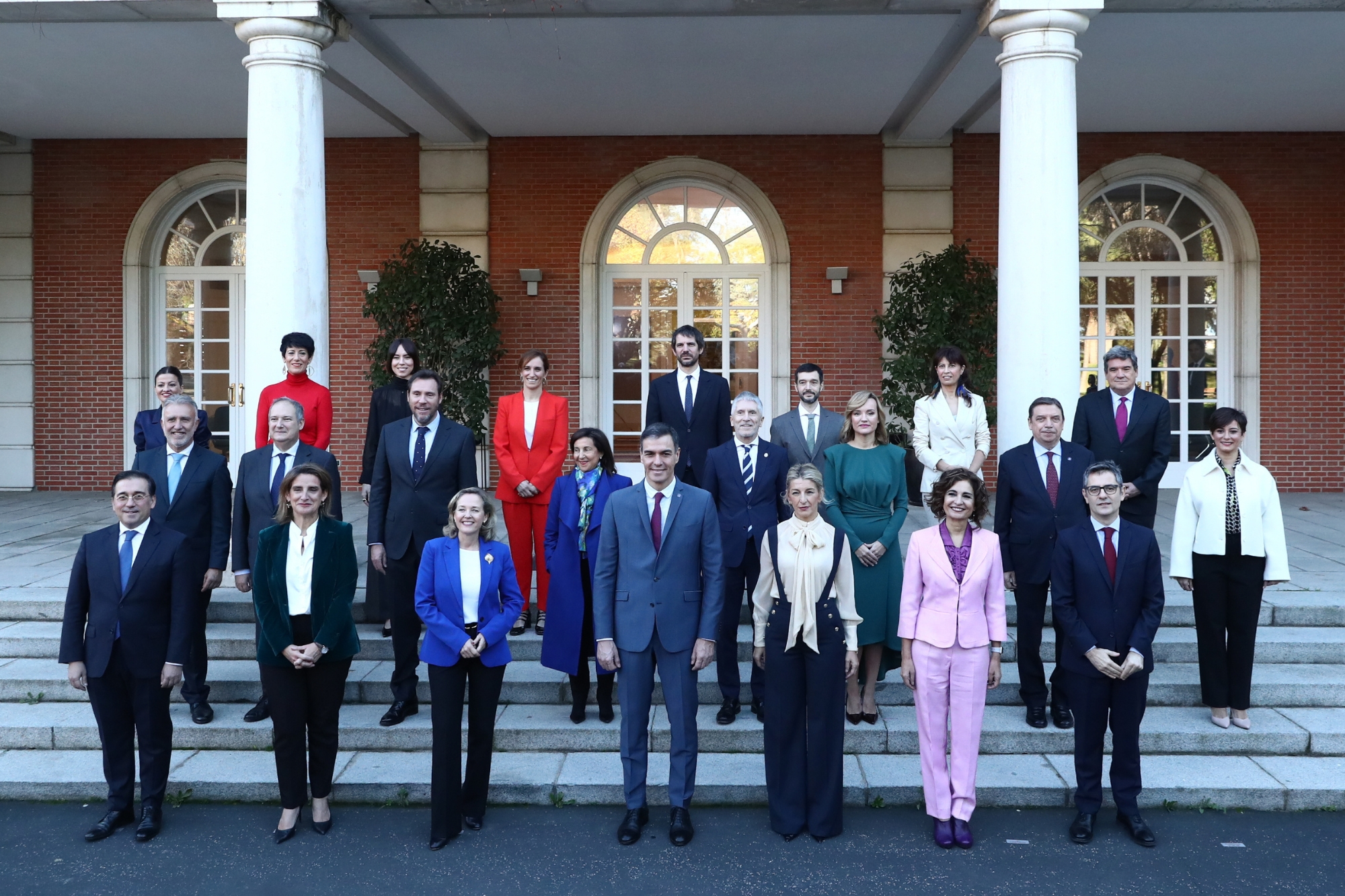
Monica Garcia Lopez en tenue rouge pour la photo du 3e gouvernement sous Pedro Sánchez

### Activisme
En 2012 elle se joint à l'Association des médecins spécialistes de Madrid (AFEM). Dans un premier temps, elle fait partie du comité de direction de l'association et y assume la charge de co-porte-parole.
À cette époque l'association fait face au Conseiller à la Santé de la Communauté de Madrid, Javier Fernández-Lasquetty et à son plan de mesures de garantie de la durabilité du système sanitaire public qui comprenait, entre autres mesures, une coupe budgétaire de 7 % ainsi que la privatisation de quelques services hospitaliers. Dans ce contexte, Mónica García participe aux emprisonnements volontaires et aux manifestations qui se déroulent en 2012 et 2013 avec ses collègues de l'AFEM. À cette époque elle participe également en qualité de porte-parole de l'AFEM aux mobilisations "Marée Blanche" et aux manifestations les dimanches pour dénoncer les coupes budgétaires et la précarité de la santé publique,,.

### Députée à l'Assemblée de Madrid
Elle figure comme candidate no 26 de la liste de Podemos pour les élections à l'Assemblée de Madrid de 2015 dont la tête de liste est José Manuel López, puis est élue députée de la Xe législature du parlement régional. Elle fait alors partie du groupe parlementaire de Podemos Comunidad de Madrid (es). En décembre 2017, en vertu d'une restructuration du groupe parlementaire, il est annoncé que García devient présidente du groupe parlementaire en remplacement de Marco Candela. Lors de cette étape elle dénonce devant le parquet anti-corruption le « gaspillage sanitaire pendant le mandat d'Esperanza Aguirre ». Elle entre aussi au conseil de coordination de Podemos Comunidad de Madrid (es)
Députée proche de la ligne de Podemos dirigée par Íñigo Errejón, en mars 2019 elle intègre la liste de ce dernier pour les primaires de Más Madrid dans le but de former une liste pour les élections à l'Assemblée de Madrid de 2019. Elle quitte la législature en récitant un poème dans la dernière session plénière, le 21 mars, commémorant le Jour International de la Poésie.
Elle se présente aux élections de 2019 auxquelles elle est élue députée pour Más Madrid. Depuis lors elle exerce la fonction de porte-parole pour la Commission de Santé depuis laquelle elle révéla ledit « miracle » de IFEMA, elle demanda l'arrivée de traqueurs et dénonça les surcoûts de l'hôpital d'urgences Isabel-Zendal,,. Depuis mars de 2020, à la suite de la pandémie de Covid-19, elle est devenue l'un des personnes les plus connus de la politique madrilène, en étant l'une des principales adversaires de la présidente de la Communauté de Madrid, la populaire Isabel Díaz Ayuso, et de sa gestion de la pandémie.
Après la convocation d'élections anticipées pour la Communauté de Madrid due à la rupture du gouvernement entre le PP et C's, García est annoncée comme candidate officielle de Más Madrid aux élections à l'Assemblée de Madrid de 2021.
Elle est à nouveau tête de liste de son parti pour les élections à l'Assemblée de Madrid de 2023.

### Ministre de la Santé espagnole
Le 20 novembre 2023 elle est annoncée comme ministre de la Santé dans le troisième gouvernement Sánchez en remplacement de José Manuel Miñones sur proposition de l'alliance de partis Sumar — dont Más Madrid fait partie.